# Wierzchucin (województwo kujawsko-pomorskie)
Wierzchucin (niem. Wierzchucin, od 1908 Lindenbusch) – osada borowiacka w Polsce położona w województwie kujawsko-pomorskim, w powiecie tucholskim, w gminie Cekcyn.
Węzłowa stacja kolejowa przy dawnej magistrali węglowej tzw. „francuskiej” (Maksymilianowo-Kościerzyna-Gdynia Główna) i linii kolejowej Działdowo–Chojnice.
W latach 1944–1945 w pobliżu miejscowości znajdował się poligon doświadczalny rakiet V2 o nazwie Heidekraut. Pierwsza rakieta wystartowała stąd 31 lipca 1944 roku o godzinie 19:09. Od lata 1944 r. do początków stycznia 1945 r. wystrzelono stąd 265-320 rakiet. Strzały z poligonu w Wierzchucinie wykonywano przeważnie na odległość od 165 do 225 km. Przelatujące rakiety widziane były nad Bydgoszczą.
Od 2011 Stowarzyszenie Na Rzecz Ocalenia Śladów Przeszłości w Gminie Cekcyn „Światło” organizuje corocznie w sierpniu imprezę o nazwie „Poligon rakiet V2 Heidekraut – noc z archeologią i historią regionu”, której towarzyszą prelekcje i inscenizacje historyczne. Po raz pierwszy impreza ta odbyła się 19 sierpnia 2011.

## Przynależność administracyjna
- 1878–1920 – prowincja Prusy Zachodnie
- 1920–1939 – województwo pomorskie
- 1939–1945 – Okręg Rzeszy Gdańsk-Prusy Zachodnie
- 1945–1950 – województwo pomorskie
- 1950–1975 – Województwo bydgoskie (1950–1975)
- 1975–1998 – Województwo bydgoskie (1975–1998).

## Krzywa Lipa
We wschodniej części wsi, przy drodze do Lisin, stoi stara lipa, zwana Krzywą Lipą. Tablica przy drzewie wyjaśnia, że nazwa drzewa wiąże się z odwrotem Napoleona spod Moskwy w 1812. Wojska francuskie, obciążone rannymi, taborami i bronią z trudem uciekały przed Rosjanami. Cesarz pod Lisinami postanowił pozbyć się ciężarów, w tym wielkiej skrzyni z kosztownościami, której zakopanie zlecił pod lipą. Późniejsi poszukiwacze skarbów nieustannie podkopywali drzewo, w wyniku czego wyrosło ono krzywe.

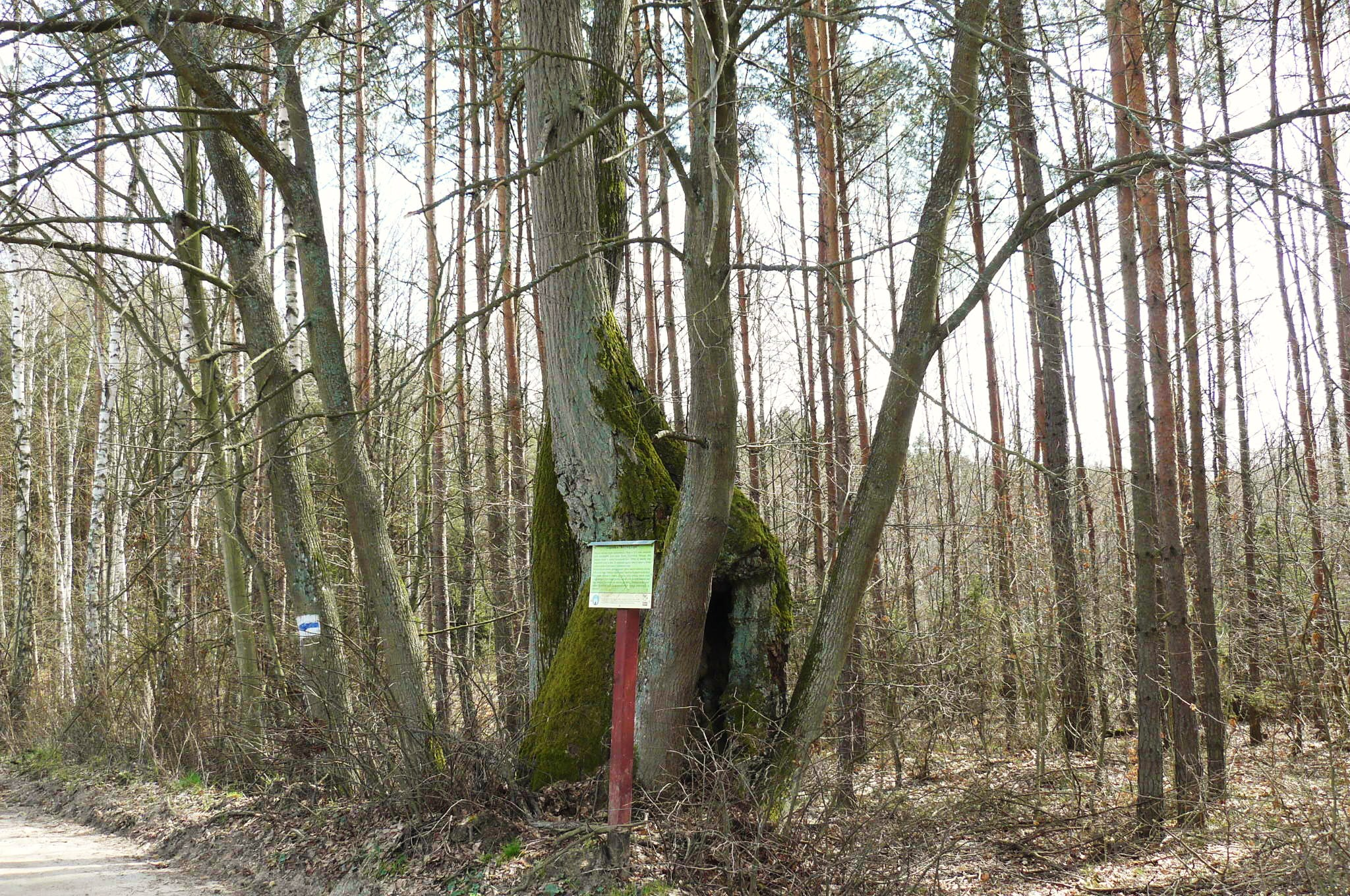
Krzywa Lipa